# 水谷貞雄
水谷 貞雄（みずたに さだお、1933年11月26日 - ）は、神奈川県出身の日本の俳優。劇団民藝所属。

## 来歴
1953年早稲田大学法学部入学。
大学在学中の1956年に劇団民藝水品演劇研究所に入門。
1962年に劇団民藝所属となる。
2019年上演の『新・正午浅草』永井荷風役で読売演劇大賞優秀男優賞受賞。

## 出演作品
※太字は主役。

### 映画
- 女子大学生 私は勝負する (1959年、東宝）
- 鱶女（克彦）

### テレビドラマ
- 疑惑（島田勝行）
- 真田太平記
- 身辺警護
- 早春スケッチブック（丸山）
- 箱根初詣で
- 花の乱（烏丸資任）
- 必殺仕掛人 第30話「仕掛けに来て死んだ男」（1973年、ABC / 松竹） - 船山青玄

### 吹き替え
- ER緊急救命室シーズンⅩⅡ #10（ミッキー・ゴールドスタイン（ジャック・カーター））
- やさしい嘘と贈り物（ロバート（マーティン・ランドー））
- 名探偵モンク5

### 舞台
- 『選択』 一ヶ瀬壮太郎
- 『来年こそは』 ケン・パービス
- 『巨匠』 A
- 『思案橋』 辰蔵
- 『静かな落日』 志賀直哉
- 『新・正午浅草』永井荷風